# ژرمیکلمنت
ژرمیکلمنت (انگلیسی: Jérémy Clément؛ زادهٔ ۲۶ اوت ۱۹۸۴) بازیکن فوتبال اهل فرانسه است.
از باشگاه‌هایی که در آن بازی کرده است می‌توان به باشگاه فوتبال سن-اتین، باشگاه فوتبال المپیک لیون، باشگاه فوتبال رنجرز، و باشگاه فوتبال پاری سن-ژرمن اشاره کرد.